# 睢阳之战
睢阳之战是安史之乱期间叛将安禄山的燕军和忠于唐朝的睢阳守軍的一场战役。尽管此战最终是燕军得胜，但蒙受了人力和时间的重大消耗。此次围城战以唐军奋战到最后一人的决心及围城期间守军为了坚持更长时间的食人行为闻名。

## 背景

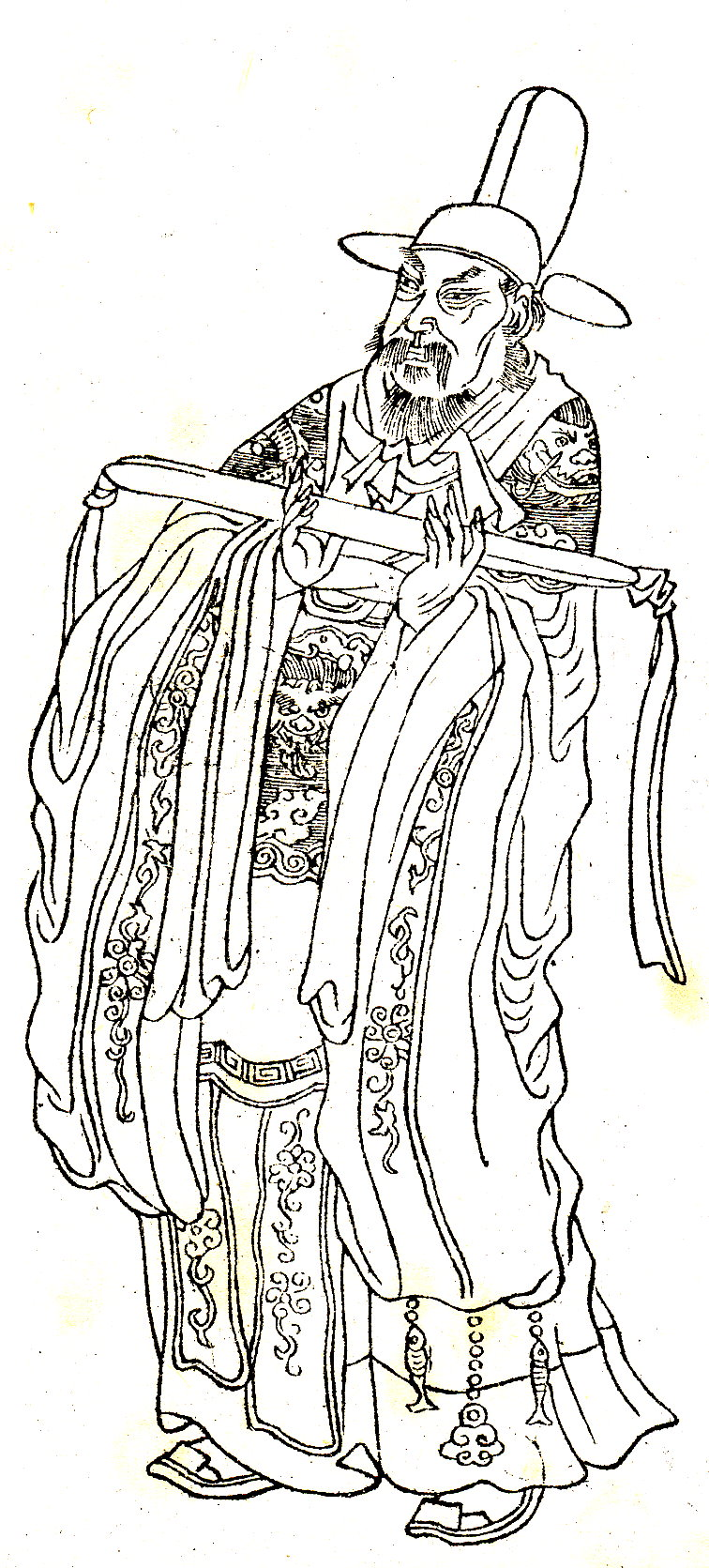
张巡

安禄山之乱始于755年十二月。到756年底，反叛的燕军占领了中国北方的大部分地区，其中包括唐朝首都、帝国大部分人口的家园长安和洛阳。长江流域因此成为唐朝战争的主要基地。757年正月，新自立的燕帝安庆绪命自己任命的汴州刺史、河南节度使尹子奇率归州、檀州及同罗、突厥、奚族劲卒与将杨朝宗合兵，共计军十三万余人，攻睢阳。睢阳是唐朝大运河上的一座城市，位于主要城市开封和徐州之间。因此，这座城市成为叛军从首都前往东南沿海（唐朝的粮仓）的主要障碍。
睢阳太守许远向邻近城市的驻军请求帮助。真源令张巡在雍丘统领义军御敌，被唐朝用为河南节度副使，但唐朝无法提供任何增援或后勤支持。一年前，张巡在雍丘之战阻止了叛军的围攻。然而，张巡知道一旦睢阳陷落，唐朝在长江以南剩下的领地将受到威胁，且雍丘是小城，不足以御敌，随着该地区的城市一个接一个地陷落，雍丘也会守不住。于是他同意立即相助，并率领3,000人前往，使守军达到6,800人。他一到就接管了睢阳的军事领导权。城父令姚訚也来助守。与此同时，尹子奇召集了一支大军（估计13万人），并于正月末开始围攻这座城市。

## 时间线
张巡趁夜率本部三百马、三千兵去睢阳合兵后，和许远的联军有六千八百人，准备以生命守卫睢阳。张巡先派将雷万春、南霁云等领兵与燕军战于宁陵西北，斩燕将二十人，杀万余人，将尸体投入汴水，水不流，杨朝宗趁夜离去。诏拜张巡主客郎中、副河南节度使。张巡向河南节度使嗣虢王李巨请功，李巨却只授予折冲、果毅告身三十份，不赐物。张巡以社稷尚危不可吝惜赏赐为由进谏，并写信责难，李巨不听也不回应。张巡激励士卒固守，昼夜苦战，有时一日二十战，擒将六十余人，杀敌二万余人，士气不衰。
许远自知才能不及张巡，对张巡自称懦弱不知兵，称张巡智勇双全，请求做张巡的部下，让张巡守城、作战，自己仅向他禀报军事。张巡不推辞。从此许远专治军粮和战具，张巡成为实际上的守将，战斗筹划都是他所作。
最初城内有数万人，张巡一见他们就问姓名，后来都互相认识。
此前许远部将李滔投敌，大将田秀荣又和他暗自勾结。一次田秀荣告诉许远：“早晨出战时，用绿帽子做标识。”结果戴绿帽子的部众都被消灭了。田秀荣回来就说：“我是在诱敌啊。”请求派精锐骑兵前往，换上锦帽。许远把情况告诉张巡，张巡召田秀荣上城，数其罪，斩下他的头给叛军看。于是出战，打败尹子奇，尹子奇夜间遁去。守军缴获的车马牛羊，张巡都分给将士，一丝一毫也没有拿进自己家。诏拜授张巡为兼御史中丞，许远为侍御史，姚訚为吏部郎中。张巡想乘胜进取陈留，尹子奇得知后，再率大军回来围城。
张巡对将士们说：“我受国恩，以死守城，但念诸军捐躯于野，赏赐却不及功勋，为此痛心啊！”闻者皆感慨。张巡杀牛给士卒，全军出战，燕军见守军少，笑他们。张巡与许远亲自擂鼓，张巡执军旗率诸将直冲燕军阵，燕军大溃，被斩将三十余人、杀士卒三千余人，被追逐数十里，军旗也被拔。次日燕军又到城下，张巡出战，昼夜数十回合屡屡挫其锋芒。虽然每天都被燕军围城，唐军斗志却不松懈。
尽管燕军每天都在进攻，但唐军没有放弃。五月，张巡军在夜间擂战鼓，作夜袭状（这是他的军队之前用过的战略）。燕军只得夜间值守，缺乏睡眠。后来燕军造飞楼看城中，什么也看不到，于是听到战鼓后也不穿上战甲，继续睡觉。燕军防御松懈后，张巡派南霁云和郎将雷万春等十余将各率五十骑开门突击敌营直至尹子奇麾下，燕营大乱，被斩将五十余人、杀五千余人。
燕军有个大首领披着甲，率领一千拓羯骑兵挥动旗帜登城招降张巡。张巡暗中缒下数十名勇士藏在城壕中，拿着钩、陌刀、强弩，约定说：“听到鼓声就奋起。”首领仗着人多，不加防备，城上鼓声响，伏兵出来捉住首领，强弩向外射箭，燕救兵不能上前。不久被缒下的勇士又起来登上城墙，燕军都惊愕地看着，于是按兵不敢出击。
张巡一直希望给燕军士气以重大打击，最好的办法是杀伤燕将尹子奇。但张巡并不知道尹子奇的相貌，也不知道他是否混在士兵中间。张巡转而使用心理学。他命军队割蒿为箭射一些敌军士兵。这些士兵中“箭”后没有身亡，发现是被蒿所射后大喜，赶紧跑向尹子奇报告唐军的箭用完了。张巡注意到士兵们跑的方向，下令南霁云等最好的弓箭手们向尹子奇射箭。南霁云射瞎尹子奇左眼，燕军瞬间陷入混乱，尹子奇几乎被俘。燕军士气大挫，围城终止。
在16天的围城和伏击后，燕军据报已损失二万人。尹子奇认为军队疲倦不能战，下令暂退重整。两月后，他增加新征兵二万，返回围城。他在757年七月初开始了最后一次并最终成功的围攻，一直持续到四个月后这座城市沦陷。

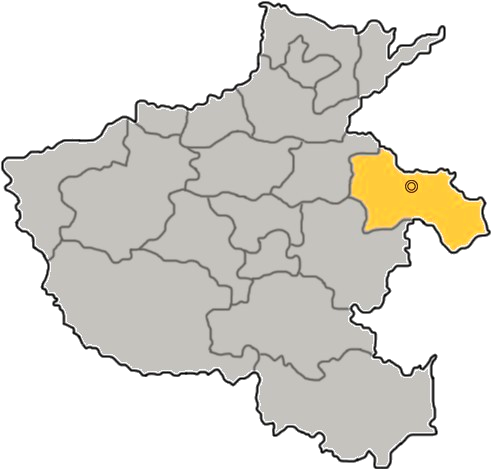
睢阳所在地商丘的位置

起初，许远为了备战，在睢阳城内准备了足以应付一年的粮食六万石。但李巨不顾许远反对，坚令分出一半给濮阳、济阴，导致睢阳的粮食比许远预计的少很多，且济阴太守高承义得到粮食后就叛变了。七月，唐军粮食奇缺，城内一斗米价格达八百。唐军士兵每天只得到一勺米，只能寻求茶、纸及附近的动物、昆虫、树皮、树根为食。而燕军粮道通畅，即使兵败也能重新征兵。
尹子奇注意到唐军为饥荒所苦，下令更多军队包围睢阳。他用云梯攻城，但张巡预先在城墙上秘密凿了三个洞，分别从中伸出大木头，一个用末端铁钩将云梯钩住让其不得后退，一个顶住云梯让其不得前进，一个末端用铁笼盛火从中间烧断云梯，云梯上的士兵都被烧死。只能取得有限成功的尹子奇用钩车攻城，毁坏城墙使之塌陷，张巡不等其造成大损，就用大树末端设置连锁，连锁末端设置大环，截断其钩头。尹子奇又造木驴攻城，张巡熔金汁灌下去将其熔化。尹子奇又在城西北角用土袋和堆积的木柴垫底想登城，张巡每夜秘密将松明、干蒿投入其中，共十多天，燕军不察觉。张巡出兵大战，派人顺风持火炬焚烧之，燕军不能救，火烧了二十多天才灭。张巡所为都是临机决断，燕军为其智所服，不敢再攻，在城外设三重壕沟立下木栅栏。张巡也在城内作壕沟拒敌。但尽管战场取胜，张巡也知道只剩下大约一千六百人了，且多病饿，战斗很快要失败了。
八月，城中粮食短缺，睢阳城只有六百守军，张巡守东北，许远守西南。守军最初吃茶叶和纸，张巡和许远也和他们一起吃，不下城。茶叶和纸都吃完了，就吃马，马也被吃完了，就吃老鼠和麻雀。等这些都被吃完了，已经开始吃人（睢阳城内食人之状下文详述）及煮食铠甲、弓弩。这时张巡还说降一些燕军将领，且他们都死命效力。如燕将李怀忠本是被燕军所掳的朝廷将领，效力燕军两年，路过城下，张巡问出他祖父和父亲都是朝廷官员，说一旦乱平，他作为叛将，父母妻儿都要伏诛，于是李怀忠哭着离开了，不久就率数十人投降了。张巡共说降燕军攻城士兵二百余人。
张巡令南霁云缒城而下，率三十精骑突围向附近求援。但附近守将如彭城的尚衡等都不愿提供军队和粮食。南霁云求助于守谯郡的河南都知兵马许叔冀，许叔冀不出兵，只答应给几千匹布。南霁云怒骂而去，又求助于守临淮的新任河南节度使兼御史大夫贺兰进明。贺兰进明平日嫉妒张巡之能，也想保有自己的军队，也怕握有精兵而不受节制的许叔冀袭击自己，以睢阳存亡不知为由拒绝帮助张巡，南霁云说：“睢阳如果失陷了，我南霁云请求以死向大夫谢罪。而且睢阳如果破了，下一个就是临淮，如皮毛相依，为何不救！”贺兰进明欣赏南霁云勇壮，强留，大宴，奏乐，意图招揽他到自己麾下。南霁云答：
我南霁云之所以冒贼锋刃，昼伏夜出，匍匐来到这里乞求援兵，是因为本地被强寇围困半年，刚围城时城里还有几万口人，现在妇女老幼都被互相吃完了，张中丞杀了自己的爱妾给军人吃，军民已经一个多月没有粮食可吃了，现在活人只有数千，城中的人引诱贼人是应该的。我知道他们面临的处境，如何还能享用这样的大餐？我即使想一个人吃，也咽不下去。我以为大夫您深念国家危亡，听到我的话就会响应，为何自己享受大餐，没有救恤之心？大夫坐拥强兵，却坐看睢阳陷落，无救患之意，忠臣义士之所为怎么该如此！我南霁云如今不能完成主将的任务，请求咬下一根手指，留给大夫，表示我已经来过了，回报本州。”
他拔出佩刀切下（或作咬下）自己的一根手指，没有吃大餐，骑马离开。南霁云对贺兰进明的不作为感到愤怒，在此之前，他向附近一座寺庙的佛像射箭，并说：“一旦我击败敌人回来，我一定会杀了贺兰！这支箭表明我的决心。”满座都大惊，为此哭泣。
南霁云最后得到真源李贲马百匹和宁陵城使廉坦步骑三千，闰八月，与廉坦一同冒围杀回睢阳。燕军势大，交战损失很大，只有一千人杀入城中。当时起大雾，张巡听闻交战声，就知道是南霁云等人的声音。南霁云用绳子入城。于是张巡开门，将士们相持而泣。
总计一千六百人的饥饿唐军得知外援不到，连日痛哭，陷入绝望。燕军知道守军无援，攻城更急。十月，众人劝张巡寻路南逃。张巡与许远商议，许远总结：“如睢阳陷落，燕军将轻易占领中国南方。首先，我们的士兵大多太疲倦且饥饿，是跑不到安全地带的。我们仅剩的唯一选择是尽可能长地守城，希望邻近守将来帮助我们。”张巡同意。
张巡行军不按古法列阵，令各将按各自的意思教阵法。有人问原因，张巡说：“现在与胡虏战，经常要变阵，几步之间就有变化。临机反应在于呼吸之间，不能总询问大将，来不及了，不是知兵法变化的作为。故我让兵认识将的意图，将认识士兵的情况，使用起来如同用手指挥手指一样。兵将互相学习，各自为战，不也可以吗！”张巡的器械、甲仗都是从敌军缴获的，从未自己修造。每次战斗将士有人退散时，张巡就站在战场对将士们说：“我不离开这里，你们给我回来决战。”将士们都不敢不回来死战，最终破敌。张巡又推诚待人，无所疑隐；临敌应变，出奇无穷；号令严明，赏罚有信，与士兵共度甘苦寒暑，所以部下都效以死力。前后大小战四百余场，燕军被杀十二万人。

## 食人
当时，被围的睢阳长期处于饥荒状态。于945年和1060年分别成书的《二十四史》中介绍唐史的官修史书《旧唐书》《新唐书》<张巡传>载：尹子奇围城很久，城中粮尽，人们易子而食，拿死人骨头做饭。人心惶惶，担心生变。张巡带出自己的妾，当着三军的面杀了，给他们吃，说：“诸公为国家戮力守城，一心无二，长期缺乏实物，忠义之心却不衰。我张巡不能割自己的肌肤给你们将士吃，怎么能吝惜这个妇人，坐视局势危迫？”将士们都哭了，不想吃，张巡强令他们吃了。于是抓城中的妇女，把妇女吃完以后，再吃年老的和年幼的男子，只有战斗年龄的男性通常得免。《新唐书》也有类似的记载。共吃了人口二三万，而人心终于没有离散。
1054年成书的《新唐书》记载了许远也杀了自己的僮奴给士兵吃。《新唐书》还记载了睢阳百姓仍然忠诚：城池被围很久，先杀了马吃，吃完后再吃妇人、老弱，吃了三万人。人们知道死期将至，故没有背叛的。城破后，城里只有四百人，都是士兵。似乎没有平民幸存下来。
成书于《新唐书》后数十年的编年史作品《资治通鉴》与两唐书大体一致，但也采用了更详细的史料以重构出睢阳围城的时间表：
七月：“睢陽城至是食盡將士人廩米日一合，雜以茶紙、樹皮為食……士卒消耗至一千六百人”
八月：“睢陽士卒死傷之餘，才六百人，張巡、許遠分城而守之，巡守東北，遠守西南，與士卒同食茶紙，不復下城。”
大约此时，他们得到了外界的救援，但3000名新派遣的士兵中只有1000人活着进入了这座城市。再加上张巡说服的200名敌军士兵重新加入唐军，这使总数回到了1800左右。第一次吃人的事件没有明确的日期，但在粮食形势变得非常严峻的七到八月之前几乎不可能发生。
十月：
“壬子…茶紙既盡，遂食馬；馬盡，羅雀掘鼠；雀鼠又盡，巡出愛妾，殺以食士，遠亦殺其奴；然後括城中婦人食之；既盡，繼以男子老弱。人知必死，莫有叛者，所餘才四百人。”
“癸丑，賊登城，將士病，不能戰。”
这些记载没有明确指出食人事件是什么时候开始的，但其中几个人在请求增援时对南霁云的话表明，食人事件始于农历七月（大约7月），也就是城陷前4个月。或因六百士兵在十月壬子至癸丑间食用三万居民之说难以取信，《通鉴》没有采用两唐书所传的三万人，没有估计吃了多少人，且卷内引用肃宗朝对睢阳食人事件讨论时的奏折，尚有“損數百之眾以全天下”之说。然而，所有做出具体估计的主要来源都将被吃掉的人数定在10,000人左右，《册府元龟》甚至表示有4—5万名平民被吃掉。根据历史学家大卫·A. 格拉夫的说法，这些数字“值得怀疑”，因为虽然围城开始时该城可能有6万人，但任何食物供应“都会优先提供给战斗人员”，因此许多平民“在驻军开始吃人肉时，可能已经死于饥饿或成为‘非官方’同类相食的受害者”。
虽然围城和饥荒期间的食人行为并不罕见，但正如格拉夫所指出的那样，这起事件“值得注意”，不仅因为其规模明显相当大，而且因为它是“由驻军士兵在张巡指挥下进行的有组织、有系统的后勤行动”。

## 睢阳陷落

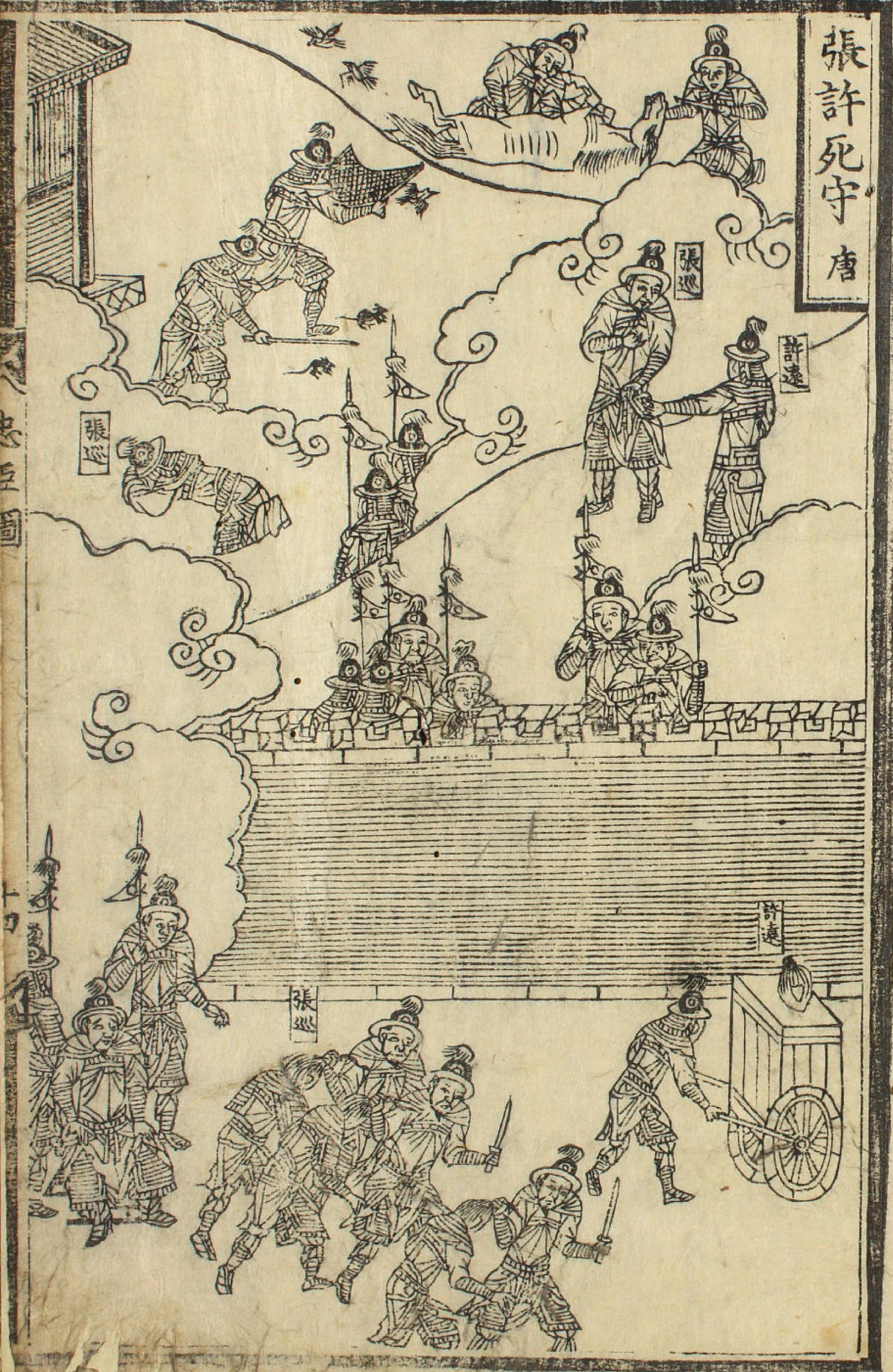
1579年版朝鲜文《三纲行实图》中描述的睢阳沦陷

唐军勇敢地战斗直至十月初。最终，只剩不足四百人活着，且他们已经没有力气拉弓射箭。757年11月24日，睢阳为燕军所陷。城陷前，张巡向西下拜说：“臣力竭了，不能保全城池了，我们活着不能报答陛下，死了要做厉鬼杀贼！”
张巡、南霁云和许远都被俘。尹子奇问：“听闻君每次作战都睁裂眼角、咬碎牙齿，为什么？”张巡说：“我志在生吞你们逆贼，但力不能耳！”尹子奇用刀撬开张巡的嘴看，只剩三四颗牙了。张巡最后大骂：“我为君父之义而死，你依附逆贼，是猪狗，如何能久！”
由于无法说服张巡投降，燕军试图说服南霁云投降，但他拒绝说话。张巡对他说：“南八！男儿不过一死，不要屈服于不义！”南霁云笑道：“我本来打算有所作为，但您对我很了解，我怎么敢不死呢？”也拒绝投降。
尹子奇欣赏张巡的勇气和统军才能，但无论如何礼待、劝降，张巡、南霁云和许远都不肯加入燕军。尹子奇左右都说张巡守义不会被自己所用，又得士心，不可久留。最终，为防生变，尹子奇将张巡、南霁云、姚訚、雷万春及别将石承平、李辞、陆元锽、朱珪、宋若虚、杨振威、耿庆礼、马日升、张惟清、廉坦、张重、孙景趋、赵连城、王森、乔绍俊、张恭默、祝忠、李嘉隐、翟良辅、孙廷皎、冯颜等共计三十六人杀害，只将许远解送洛阳。后来安庆绪战败北逃之际，许远也因不屈而被害。
新任河南节度使张镐知道睢阳危急，倍道而行想相救，并发檄文要浙东节度使李希言、浙西节度使司空袭礼、淮南节度使高适、北海节度使邓景山成掎角之势同救，也发檄文给谯郡太守闾丘晓，闾丘晓傲慢不受命。张镐到的时候，城陷已经三天了。张镐杖杀闾丘晓。

## 后果
张巡以每战不足万人击退数量远胜于己的燕围城军，因其决心，富有资源的华南地区大约2年没有受到叛军威胁。因如此大规模的燕军无法近身，唐朝得以利用资源组建更多的军队作战。这给了唐朝足够的时间重整和反击燕军。
对燕来说，尽管赢得了这一系列作战，却损失巨大。在雍丘和睢阳战役前，燕军曾意图占领全唐。他们在全国的总军力为三十万余人，比唐军当时能动用的军队多很多。但这两战后，局势逆转，唐军在人力和装备上都占了上风。若燕军仅在一年前占领睢阳，唐朝可能在757年就已灭亡了。睢阳战役标志着安史之乱的转折点。

## 争议
- 尽管张巡在作战中很成功，但很多史学家困惑于唐朝对张巡的缺乏支持。如果唐朝在城陷前一周支持睢阳，张巡可能不会在当时死去。

- 另一争议是关于张巡的拒降。一些人认为，757年七月前后，唐军粮尽，军队应该投降。这可以防止后来发生的食人。另一方面，一些人认为张巡做出了正确的选择，尽可能久地拖住了燕军。他们认为张巡唯一的错误是误信其他唐守将乃至朝廷军队会在十月前很久就给他支持。可能很多地方守将认为若燕最终败唐，他们可以通过降燕继续保有权力。燕最成功的政策之一即对新降的唐朝守将极度友好。另一方面，燕对对抗他们的守将也极度残忍。这一政策也是燕能兴起这样一支大军且补给也多的主要原因之一。

后来唐代宗大历年间，张巡子张去疾上书称许远及其麾下在被尹子奇所俘后没有受伤，且张巡临死称许远误国事，死后不饶他；并以此为由称与许远不共戴天，请求削夺许远官爵。百官商议后认为，虽然许远比张巡后死，但就如有人先于张巡身亡不能说明张巡叛了一样，这不能说明许远叛了。且张巡、许远并称忠烈。百官认为张去疾可能年幼不了解情况，于是此事作罢，但仍有议论。
唐宪宗元和年间，对褒贬人事非常谨慎的韩愈读李翰《张巡传》，认为没有写许远的事迹是不对的，说：“张、许两人，以死殉国成名，只是死的时间有先后罢了。两家子弟才能低下，不能熟知父辈的志向，使世人怀疑许远怕死而降贼。许远如果真的怕死，何苦要守尺寸之地，吃其所爱者的肉，抵抗而不投降呢？而且见援兵不到，饥饿到了人吃人的地步还要坚守，即使再愚笨也知道必死无疑，由此看出，许远显然不怕死。”又说：“从两人所守之处划分破城的责任简直是儿童之见。要死的人必然有先染病的脏器，拉断一根绳子，也必有先断开的地方。现据此谬论而责难许远，也是太不通情理了。”

## 评价和影响

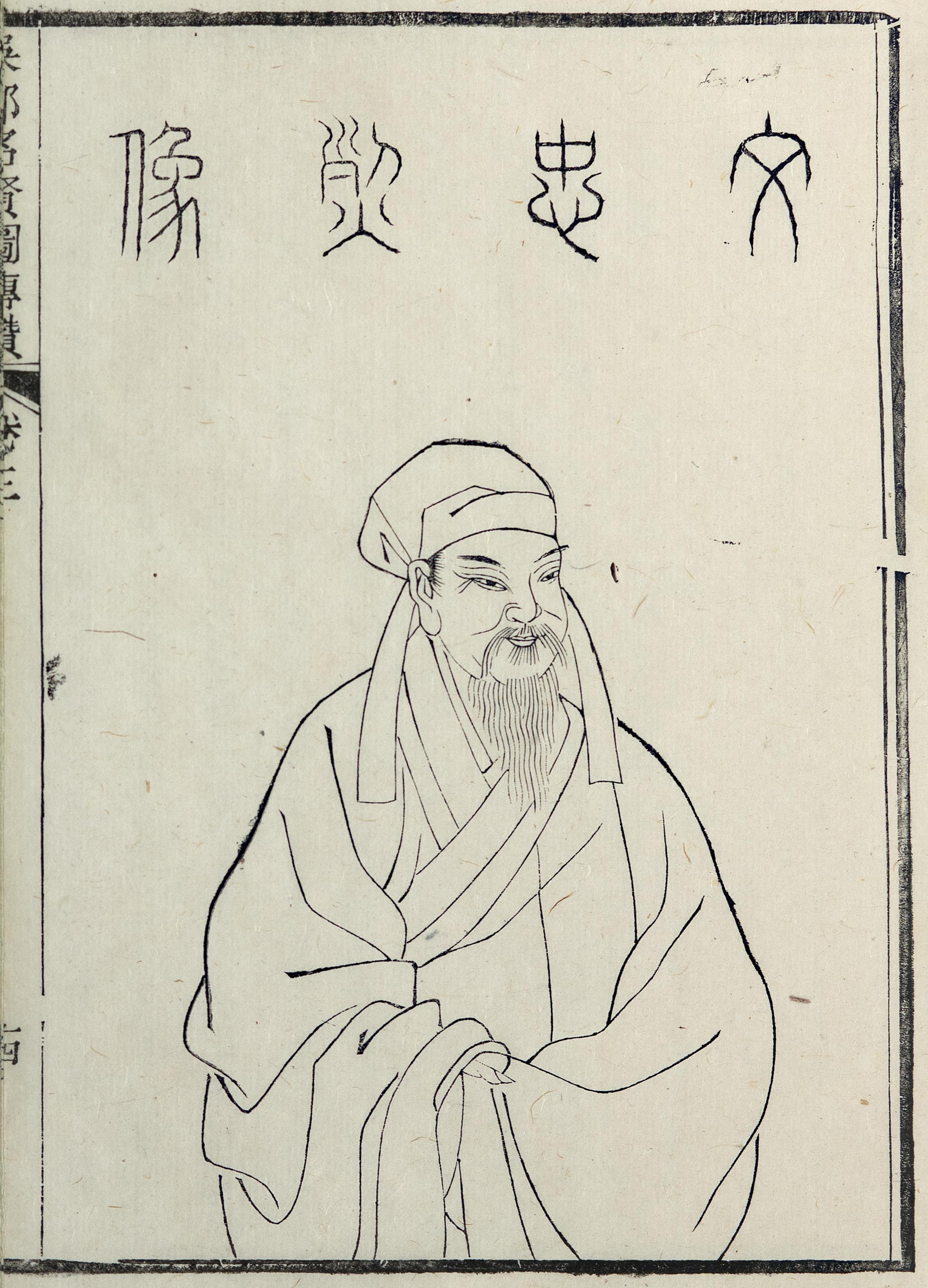
文天祥赞扬守军的忠诚和坚持

战后，张巡和许远越来越多地被朝廷和文人描绘为忠诚和爱国主义的象征。唐朝朝廷追授张巡的计划最初因围攻中的大规模食人而遭到争议。一些朝廷官员谴责了张巡的行为，坚称“他最好撤出睢阳，而不是吃掉托付给他的人”。然而，七位年轻学者为他辩护。其中只有一人，似乎是张巡密友的李翰的议论仍然可考，因为当时有人污蔑张巡降燕，他写下张巡守城事迹，撰写《张巡姚訚等传》两卷献上，他的话有一部分被引入《新唐书》《资治通鉴》。
李翰为张巡的行为提出了三个论点：第一，吃人肉只是“万不得已的权宜之计，万不得已的手段”，当时其他唐军没有出手相救；其次，“他顽强而持久的防御使叛军远离了淮河流域和长江下游地区”，阻碍了他们的进一步发展，从而极大地促成了他们的最终垮台。因此，他表示，“設使巡守城之初已有食人之計，損數百之眾以全天下，臣猶曰功過相掩，況非其素志乎！”虽然这是对张巡最初计划的假设性反映，但一些人认为这是指被吃掉的实际数量，导致他们得出结论，《旧唐书》等后来来源的受害者人数被严重夸大了。根据历史学家大卫·A. 格拉夫的说法，后来被吃掉的数万人确实“值得怀疑”，因为虽然围城开始时该市可能有6万人，但任何食物供应“都会优先提供给战斗人员”，因此许多平民“可能在驻军开始吃人肉时已经死于饥饿或成为‘非官方’食人行为的受害者”。最后，李翰认为张巡至死都忠于朝廷，对他的赞扬将“鼓励其他人以同样的模范方式行事”。
唐肃宗才知道张巡如此忠义，李翰也得到士人和友人的称赞。支持守军的论点占了上风，张巡被列为“忠烈”，被皇帝追授官职。由于张巡、许远在维护唐朝胜利方面的功绩压倒了任何质疑，他们得以立祠，首先是在睢阳，后来又在长安凌烟阁，在那里，他们与唐朝历史上最受尊敬的官员和将军一起受到尊敬。
格拉夫认为，最终张巡被宣布为“一个忠诚的偶像，不是因为无视了他吃人肉，而是因为吃人肉”。在一种危险的情况下，人们有时不得不“在忠于皇朝与自己和亲人的安全之间做出选择，朝廷及其支持者不能允许质疑哪些是首要考虑，哪些是次要考虑”。通过清楚地表明“忠于皇朝”是他最关心的问题，他的“违法行为……为正确确定价值观的优先级提供了一个特别明确的客观教训”。
唐宋时期著名文学家和诗人如高适、韩愈、柳宗元、王安石、司马光、欧阳修和黄庭坚的作品及官修史书《新唐书》中都有关于睢阳守军英雄主义的故事。晚宋政治家文天祥的一首脍炙人口的诗歌《正气歌》引用了张巡和许远的故事作为忠诚和坚持的例子，以激励抵抗蒙古入侵。唐朝、宋朝和明朝都组织了国家仪式来纪念张巡和许远；在一些地区，张巡甚至被中国民间宗教的信徒神化和崇拜。与此同时，也有王夫之、袁枚等人严厉批评了守军，王夫之认为即使在生死攸关的情况下，杀人为食也不该被接受。

### 引用
1. 1 2  易江波. "'人相食': 中国史中的一个固有表述及其法理." 人大法律评论 2 (2015): 139–155.
2. ↑  Graff 1995，第7頁.
3. 1 2 3 4  Graff 1995，第5頁.
4. 1 2 3 4 5 6 7 8 9 10 11 12 13 14 15 16 17 18 19 20  .   [2016-04-29]. （原始内容存档于2018-09-30）.
5. 1 2  Chen 2000.
6. 1 2 3 4 5 6 7 8  《资治通鉴》卷二百一十九
7. 1 2 3 4  《册府元龟》
8. ↑  《新唐书·忠义传》：“城中日蹙，巡乃令南霁云将三十骑犯围而出，告急于临淮。霁云出城，贼众数万遮之，霁云直冲其众，左右驰射，贼众披靡，止亡两骑。”意即虽有燕军数万阻拦，但南霁云直冲敌军，左右驰射，敌军披靡，于是南霁云与其余二十八骑成功突围。但若据此，则南霁云仅有三十骑却仅损失两骑即突破敌军数万人包围，且与后文南霁云自述“匍匐乞师”等语矛盾，存疑。
9. 1 2 3  旧唐书 列传第一百三十七 忠义下 的存檔，存档日期2005-09-23.
10. ↑  《新唐书·忠义传》载张巡、南霁云“驱贼牛数百入”，但与城内此后依旧缺粮不符，存疑。
11. 1 2 3 4 5 6 7 8  《资治通鉴》卷二百二十
12. 1 2  Siefkes 2022，第265頁.
13. 1 2 3 4  Pettersson 1999，第142頁.
14. ↑  Chong, Key Ray. . Wakefield, NH: Longwood. 1990: 72–73. ISBN 978-0-893-41618-8.
15. ↑  Wang 2018，第44–45頁.
16. ↑  .   [2023-07-30]. （原始内容存档于2023-04-03）.
17. ↑  Graff 1995，第7 (note 20)頁.
18. 1 2  Graff 1995，第7 (note 21)頁.
19. ↑  Graff 1995，第6–7頁.
20. 1 2  《新唐书》卷六
21. ↑  《旧唐书》卷一百一十一
22. 1 2  Graff 1995，第9頁.
23. ↑  董誥 (编).   [All Tang Texts]. 1819. 卷430.
24. ↑  Graff 1995，第11頁.
25. ↑  Graff 1995，第10–11頁.
26. ↑  《旧唐书》卷一百九十下
27. ↑  Graff 1995，第8頁.
28. 1 2  Wang & Wang 2017.
29. ↑  Graff 1995，第15頁.
30. ↑  Wang 2018，第42頁.
31. ↑  Yuan Mei.   [Collected Works from the Studio of Mt. Xiaocang]. . 第20篇 （中文（繁體））.

### 资料

#### 书籍
- 刘, 昫; 赵, 莹 (编).  . 945.
- 欧阳, 修; 宋, 祁 (编).  . 1060.
- 司马, 光 (编).  . 1084.

#### 期刊文章
- 陈, 建林.  [A Brief Discussion on the Defense of Yongsui led by Zhang Xun]. Journal of Peking University (Philosophy and Social Sciences). 2000, (5): 134–141.
- Chong, Key Ray. . Wakefield, NH: Longwood. 1990.
- Graff, David A. . Asia Major. 3rd Series. 1995, 8 (1): 1–17. ISSN 0004-4482. JSTOR 41645511.
- Pettersson, Bengt. . Bulletin of the Museum of Far Eastern Antiquities. 1999, 71: 73–189.
- Siefkes, Christian. . New York: Berghahn. 2022. ISBN 978-1-80073-613-9.
- 王, 斌斌; 王, 海鹏.  [The Value Evaluation of Chinese People from the Zhang Xun Incident]. Ludong University Journal (Philosophy and Social Sciences): 13–17, 38.
- Wang, Xian.  (PhD论文). University of Oregon. 2018. hdl:1794/23910.